# Ophioplinthus abyssorum
Ophioplinthus abyssorum är en ormstjärneart som först beskrevs av George Richard Lyman 1883.  Ophioplinthus abyssorum ingår i släktet Ophioplinthus och familjen fransormstjärnor. Inga underarter finns listade i Catalogue of Life.